# Borealophlyctidaceae
Borealophlyctidaceae är en familj av svampar. Borealophlyctidaceae ingår i ordningen Rhizophlyctidales, klassen Chytridiomycetes, divisionen pisksvampar och riket svampar.
|                      | Sonoraphlyctidaceae               |
|                      |                                   |
| Borealophlyctidaceae | \| \| Borealophlyctis \| \| \| \| |
|                      | \| \| Borealophlyctis \| \| \| \| |
|                      | Arizonaphlyctidaceae              |
|                      |                                   |
|                      | Borealophlyctis                   |
|                      |                                   |

|  | Borealophlyctis |
|  |                 |